# Logic1000
Logic1000, właściwie Samantha Poulter (ur. 1986 w Sydney) – australijska kompozytorka, DJ-ka i wykonawczyni muzyki spod znaku electronica, dance, house i techno. Tworzy wspólnie z mężem, producentem muzycznym Thomasem McAlisterem. Ma w dorobku jeden album studyjny, pozytywnie przyjęty przez krytykę, kilka EP-ek i szereg miksów didżejskich.
Określona przez dziennik The Guardian jako „jeden z najbardziej intrygujących artystów muzyki tanecznej”. Według dziennika The Sydney Morning Herald „stała się jednym z najbardziej znanych australijskich produktów eksportowych na międzynarodowej scenie undergroundowej muzyki elektronicznej”.

## Życiorys i twórczość

### Początki
Samantha Poulter urodziła się w 1986 roku w Sydney, ale później mieszkała w Melbourne, próbując swoich sił w kilku zawodach, od handlu detalicznego po usługi dla dzieci. Jako dziecko brała lekcje gry na pianinie, ale – jak stwierdziła po latach w wywiadzie dla Billboardu – nie lubiła tego typu formalnego ćwiczenia. Jako nastolatka interesowała się Michaelem Jacksonem i Peterem André, a później Destiny’s Child, The Notorious B.I.G. i dubstepem.

### Debiut płytowy (2018)
W 2016 roku rozpoczęła tworzenie muzyki wspólnie z mężem, Thomasem McAlisterem. Kiedy jej przesyłane utwory spotkały się z pozytywnymi opiniami, lokalna wytwórnia Sumac wydała pod koniec 2018 roku jej EP-kę, zatytułowaną LOGIC1000, wypełnioną utworami, balansującymi między techno, IDM i garage. Później Poulter przeniosła się do Londynu, a jej utwory zaczęli grać tacy DJ-e jak Anthony Naples, Four Tet, Fauzia i Ben UFO. Sama z kolei zremiksowała utwory takich artystów jak: Christine and the Queens, Major Lazer, Låpsley i Don Toliver. Równocześnie obok twórczości muzycznej uczyła się, jak radzić sobie z trzeźwością, depresją, lękiem i ze zdiagnozowaną schizofrenią.
W 2019 roku wystąpiła na festiwalu Atonal w Berlinie, po czym rok później przeprowadziła się razem z mężem do tego miasta. Założyła własną wytwórnię, Therapy wydając pod jej szyldem singiel „Perfume”. Jej druga EP-ka, You've Got The Whole Night To Go, pojawiła się na początku 2021 roku. Cztery zawarte na niej utwory odznaczają się zróżnicowaniem gatunkowym: „Like My Way” ma charakter trance’owo-drone’owy, „I Won’t Forget” utrzymany jest w stylu beztroskiego house’u, „Medium” jest eklektyczne, a kończący EP-kę „Her” reprezentuje techno. Później, w tym samym roku ukazała się kolejna EP-ka, In The Sweetness Of You – jej najbardziej ambitna i zróżnicowana płyta do tamtej pory, czerpiąca między innymi z filter house’u i breaków. Producentka zaprezentowała popową elastyczność w pisaniu piosenek. W jednym z utworów, „What You Like”, wystąpiła gościnnie Yunè Pinku. Utwory „Can't Stop Thinking About” i „Rush” pojawiły się w 2022 roku, a Logic1000 zremiksowała utwory takich artystów jak: Groove Armada, Flume, Orbital i innych.

### Mother(2024)
W październiku 2022 roku urodziła córkę, Genie. Doświadczenie ciąży i rodzicielstwa wpłynęło dogłębnie na jej psychikę. Zawiesiła na 10 miesięcy koncertowanie, po czym wróciła do pracy w studiu. Wydane w 2023 roku single „Grown on Me” i „Self to Blame” (z udziałem Kayli Blackmon) były pierwszymi zwiastunami jej debiutanckiego albumu, Mother, który ukazał się 22 marca nakładem wytwórni Therapy. Album opisany został przez nią samą jako „list miłosny do muzyki house”. Tytuł wydawnictwa (Matka) nawiązywał do jej macierzyństwa – narodzin  córki. Poulter, która zawsze szczerze mówiła o swoim zdrowiu psychicznym, uznała swój wczesny okres poporodowy za wyzwanie: „Byłam zdołowana i pod wpływem hormonów, ale miałam też szaloną energię do zdobywania rzeczy i stworzenia tego albumu” – przyznała w wywiadzie dla Billboardu.
W styczniu 2024 roku, jeszcze przed wydaniem albumu, wspólnie z kanadyjską producentką i DJ-ką Jaydą G, a później z brytyjską DJ-ką Heléną Star stworzyła serię podcastów, zatytułowanych „Therapy”, których przedmiotem było eksplorowanie rozmów na temat macierzyństwa, zdrowia psychicznego i życia w branży muzycznej, w tym „czego można się spodziewać jako rodzic i jak kobiety muszą przygotować swoje życie i karierę, potencjalnie zakładając rodzinę”. Album zebrał pozytywne recenzje szeregu magazynów muzycznych: Clash określił go jako „jedną z najpewniejszych i najprzyjemniejszych płyt elektronicznych 2024 roku”, zaś NME – „doskonałym debiutem”, który jest wzmocniony przez „otwartość Poulter na przyjęcie niezliczonej ilości wpływów, od brytyjskiego funky po disco i house z lat 90.”.

### DJ-Kicks: Logic1000(2025)
Poproszona o udział w kultowej serii DJ-Kicks wytwórni !K7 Records, Poulter postawiła sobie za cel stworzenie poczucia spokoju i domu. „Ten miks odzwierciedla moje nawyki słuchania w ciągu ostatnich kilku lat. Zwolniłam tempo i zagłębiłam się w muzykę, którą kocham, zwłaszcza odkąd zostałam matką. Ta muzyka dodaje spokoju mojemu domowemu życiu”. Album ukazał się pod koniec marca 2025 roku. Zawarte na albumie utwory reprezentują różne gatunki i pochodzą z różnych okresów, jak fragmenty pop-ambientowego albumu Intershop Dettingera z 1999 roku czy deep house’owego albumu These Branching Moments zespołu Wamdue Kids z 1996 roku po utwory współczesne, takie jak trip-hopowy utwór „Somebody” zespołu a.s.o., downtempowy „Definitely” Moon Holidaya czy „Dab Heretic” McAlistera (tu występującego pod pseudonimem Big Ever).

## Dyskografia
Na podstawie strony artystki na Discogs:

### Albumy studyjne
- Mother (1024)

### EP-ki
- LOGIC1000 (2018, 2020)
- You've Got The Whole Night To Go (2021)
- In The Sweetness Of You (2021)

### Single
- „DJ Logic Please Forgive Me” / „Derrière” (2019)
- „Perfume” / „Blossom” (2020)
- „Rush / Can't Stop Thinking About” (2022)

### Kompilacje
- DJ-Kicks: Logic1000 (2025)

### Miksy didżejskie
- „Hoods Up, Heads Down Mini Mix” (2020)
- RA.764 (2021)
- Mixmag Presents Logic1000 (2022)